# Organo della cattedrale di Santa Maria Assunta a Montepulciano

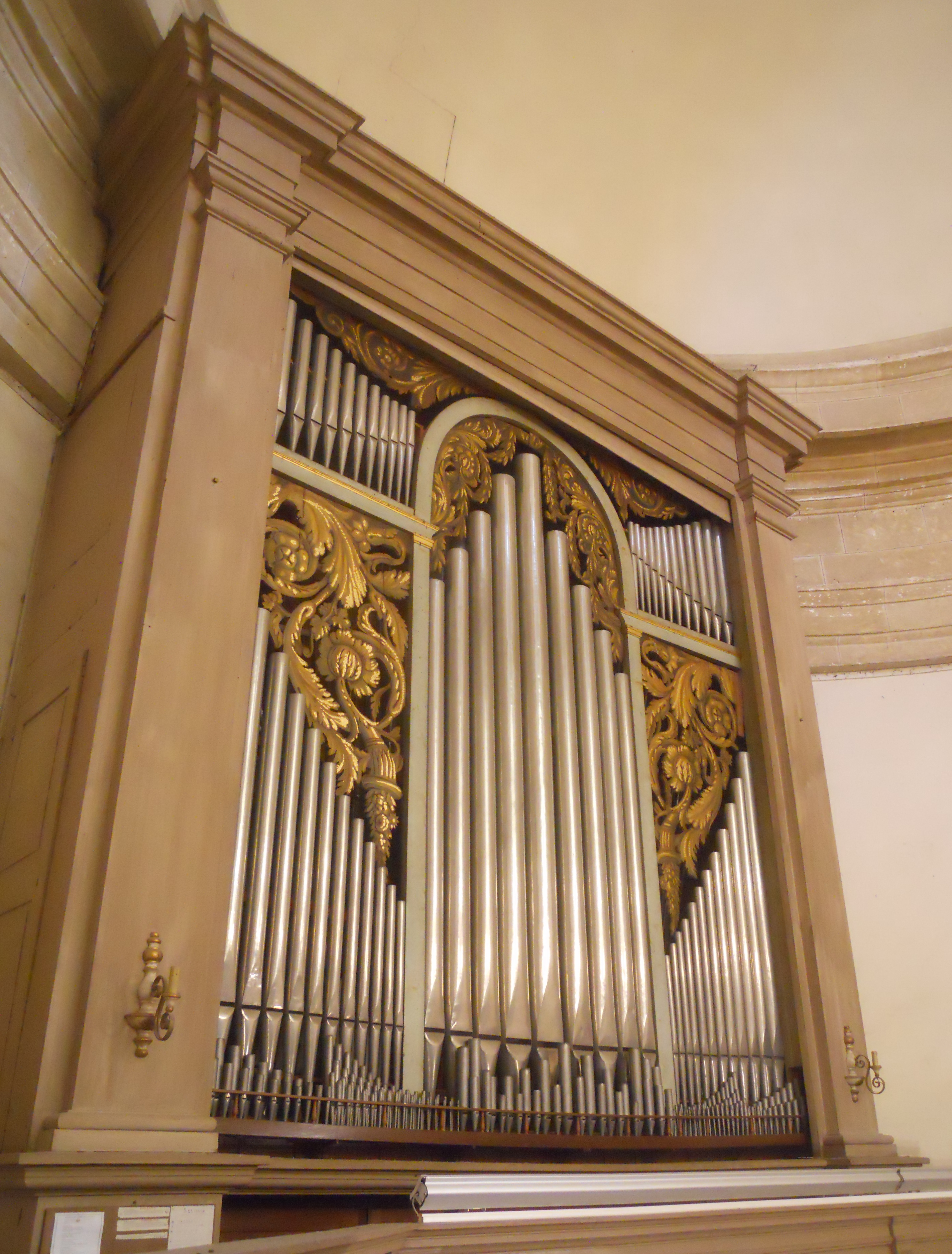
L'organo della cattedrale di Santa Maria Assunta a Montepulciano.

L'organo della cattedrale di Santa Maria Assunta a Montepulciano è un pregevole strumento storico costruito da Filippo II Tronci tra il 1837 e il 1838.
Sostanzialmente integro nelle sue caratteristiche originarie, presenta delle singolarità pressoché uniche nel panorama organario ad esso contemporaneo, come una notevole estensione della tastiera con suddivisione fra Bassi e Soprani secondo l'uso spagnolo, "organetti morti" reali e sonanti, i due registri di cornetto posti di fronte alle canne di facciata, la presenza di due registri di terza dei quali uno al pedale.

## Storia

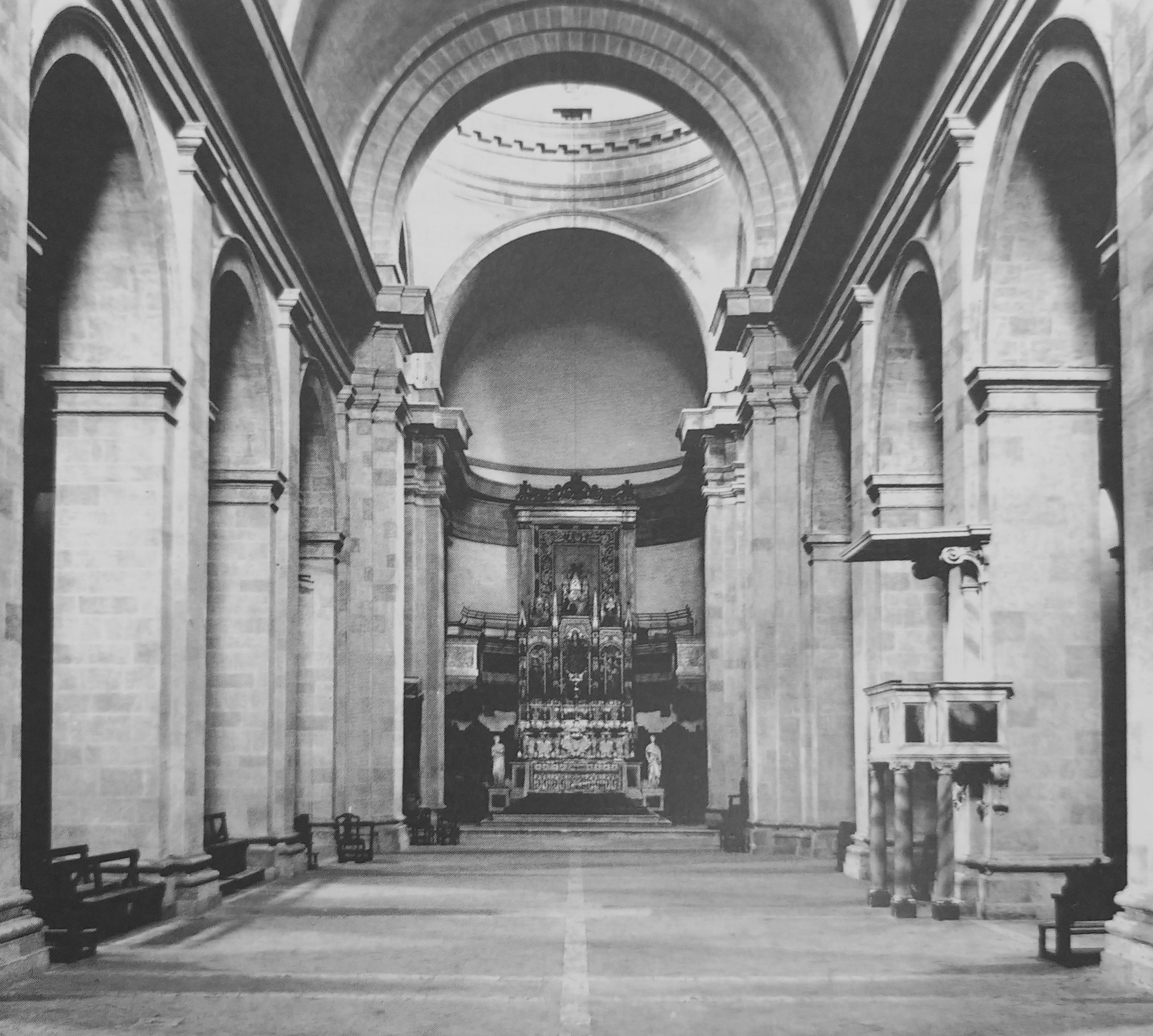
L'interno della cattedrale in una fotografia anteriore al 1945: si notino dell'organo a canne la decorazione sommitale e la tenda dipinta, entrambe perdute.

La cattedrale di Santa Maria Assunta a Montepulciano venne edificata in luogo della pieve collegiata di Santa Maria tra il 1592 e il 1680. Già nell'antica chiesa si trovava un organo a canne, citato nel 1439 e probabilmente costruito da Matteo di Paolo da Prato che in quegli anni stava operando nella chiesa di San Francesco; è probabile che, in occasione dell'elevazione di Montepulciano a sede vescovile, la pieve fosse dotata di un nuovo strumento presumibilmente costruito da Onofrio Zeffirini, già attivo nella città; tale organo nella seconda metà del XVI secolo fu oggetto di una serie di riparazioni effettuate dai cortonesi Zeffirini (1571 e 1573) e Cesare Romani (1578, 1580 e 1584); con il progredire dei lavori della cattedrale attuale, nel 1597 fu smontato e sostituito da un organo positivo finché, nel 1606, non venne rimontato nel nuovo edificio, del quale i lavori di costruzione erano giunti nemmeno al completamento del transetto e della prima delle tre navate (quella sinistra). Nel corso dei due secoli successivi l'organo fu più volte riparato da vari organari, fra i quali il pisoiese Giovanni Battista Pomposi che nel 1745 operò un profondo intervento di restauro con ricostruzione di varie parti, e dal romano Antonio Alari che lo ampliò nel 1752; ulteriori modifiche furono apportate da Antonio Maria Tronci (1762), Alamanno Contucci (1776 e 1784), Niccolò Fommei (1789) e Giuseppe Rittenfels (1799).
Nel 1834 il capitolo della cattedrale dispose di dotare la chiesa di un nuovo e più grande strumento e interpellò a tal proposito l'organaro pistoiese Filippo II Tronci; i lavori iniziarono nel 1837 e si conclusero l'anno successivo. L'organo venne solennemente inaugurato il 3 agosto 1839, in occasione dell'inizio della novena in preparazione alla solennità dell'Assunzione di Maria. Nel 1848 Cesare Tronci effettuò una revisione sullo strumento. Nella seconda metà del XIX secolo risultava presente nella cattedrale anche un organo positivo di autore ignoto, ceduto nel 1951 alla chiesa di Sant'Agnese in Montepulciano e andato perduto.
L'organo della cattedrale di Montepulciano è rimasto pressoché immutato nelle sue caratteristiche originarie; è stato restaurato negli anni 1980 da Francesco Zanin, mentre nel 2015 è stato oggetto di una manutenzione straordinaria da parte dei fratelli Carrara. L'organo è stato utilizzato per alcune registrazioni dell'album Fantasma del gruppo musicale alternative rock abbadiano Baustelle, eseguite nel 2012.

## Descrizione
L'organo della cattedrale di Santa Maria Assunta a Montepulciano è situato al centro della parete curva dell'abside, alle spalle del Trittico dell'Assunta di Taddeo di Bartolo (1401) e dell'altare maggiore (1945), sulla cantoria in legno e muratura, caratterizzata dalla forma di ferro di cavallo; quest'ultima è in un sobrio stile neoclassico, sorretta da mensole ornate con volute, con parapetto pieno sormontato da un graticcio.

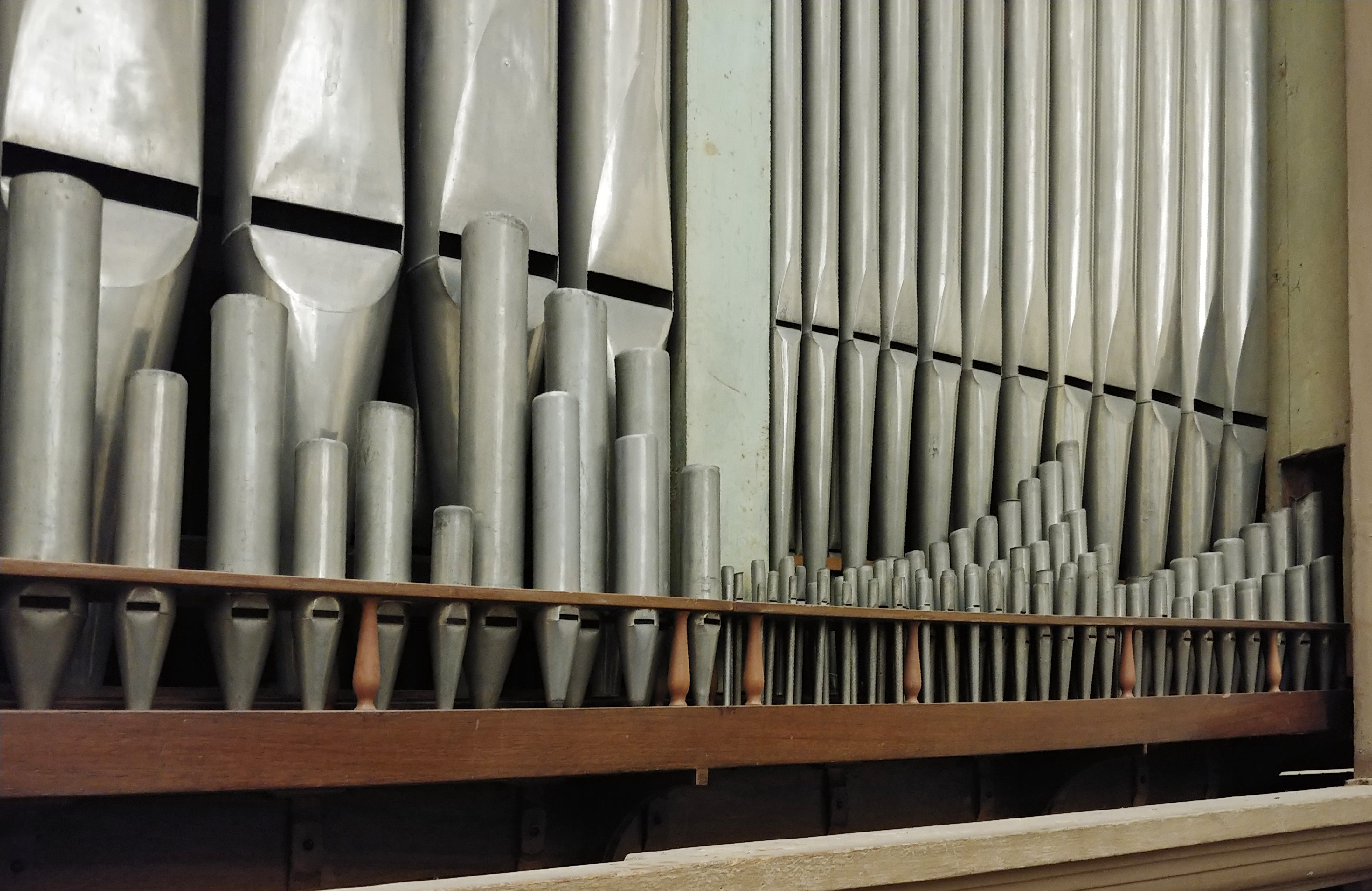
Le canne dei registri Cornetto 4 file 4' Soprani e Cornettone 3 file 2.2/3' Bassi, situate davanti alla mostra.

Lo strumento si articola in un unico corpo leggermente incassato in un'ampia nicchia ad arco non visibile dall'esterno (nella quale si trovano le canne di basseria) ed interamente racchiuso entro una cassa lignea dipinta di chiaro, ornata con un alto cornicione sorretto anteriormente da due lesene tuscaniche lisce; il prospetto, che presenta ancora - arrotolata - la tenda di copertura in tela grezza (in luogo di quella originaria dipinta, andata perduta), si articola entro un'esile serliana all'interno della quale trovano luogo le canne disposte in cinque campi: quello centrale ne ospita 9 di principale 8' (delle quali la maggiore corrispondente alla nota Sol0) disposte a cuspide unica con bocche "a mitria" allineate orizzontalmente; i due laterali 12 canne ciascuno appartenenti al medesimo registro, disposte ad ala digradante verso il centro e con bocche "a mitria" allineate orizzontalmente; al di sopra dei due campi laterali ve ne sono altrettanti composti ciascuno da 12 canne disposte ad ala unica digradante verso il centro e con le bocche "a mitria" ad andamento inverso, la cui particolarità è quella di essere realmente sonanti e non meramente decorativi (come nella prassi degli "organetti morti", assai frequente nell'organaria toscana) in quarto appartenenti al registro Corni dolci 16' Soprani del manuale e collegate al somiere maestro tramite lunghi trasporti in latta; una soluzione analoga era stata adottata del medesimo costruttore nello strumento da lui realizzato nel 1828 per la chiesa di San Benedetto a Pistoia, rimossa nel 1880 con un intervento del nipote Filippo III Tronci. Altra peculiarità dello strumento è data dalla presenza delle canne dei registri Cornetto 4 file 4' Soprani e Cornettone 3 file 2.2/3' Bassi (entrambi del manuale) fuori della cassa, poste immediatamente davanti ai piedi delle canne di facciata. Tale singolare soluzione, finalizzata a far risaltare più marcatamente la voce dei registri solisti, è tipica degli strumenti di Filippo II Tronci, fra i quali quello della chiesa di San Bartolomeo in Pantano a Pistoia (1844, opus 163) che anch'esso presenta i due cornetti davanti alle canne di mostra. Le luci libere del prospetto sono ornate da dipinti monocromi sagomati di volute vegetali, originariamente presenti anche alla sommità della cassa.

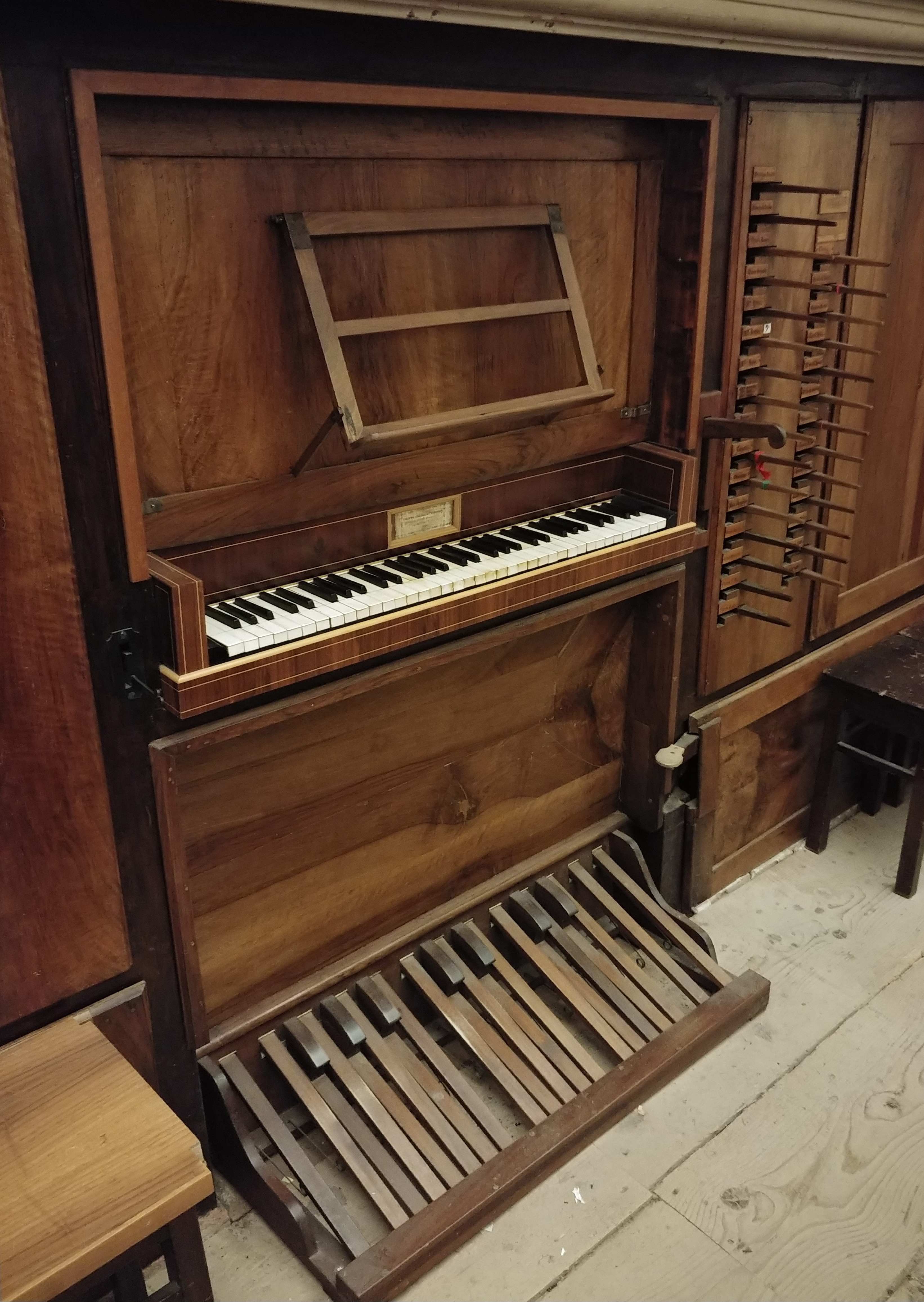
La consolle.

Al centro della parete anteriore della cassa, al di sotto del prospetto, si apre la consolle a finestra; essa dispone di un'unica tastiera di 66 note con controttava scavezza (Do-1-La5, unico caso di estensione così ampia in strumenti dell'epoca, con divisione Bassi/Soprani in Do3/Do#3 secondo l'uso spagnolo) con i tasti diatonici rivestiti d'avorio e quelli cromatici in ebano e le spallette decorate ad intarsio, e pedaliera a leggio di 18 note anch'essa con prima ottava scavezza (Do1-La2, con la seconda ottava che richiama la precedente ad eccezione delle note cromatiche in aggiunta, che sono reali), costantemente unita al manuale e con registro di Contrabbassi e Ottave 16'+8' costantemente inserito; ad essa si aggiungono altri due pedali che corrispondono ad altrettanti Timpani a 3 canne ciascuno, il primo in Sol e il secondo in Do; al di sopra della tastiera vi è un cartellino in parte manoscritto recante la paternità dello strumento. I registri sono azionati da manette lignee a scorrimento orizzontale verso sinistra poste in due colonne affiancate alla destra della tastiera; le prime due fessure della colonna di destra sono attualmente otturate e prive di manetta e cartellino, e il registro corrispondente (diviso in Bassi e Soprani) non presenta più le canne. gli accessori presenti sono la Combinazione libera alla lombarda (azionata da un pedalone ad incastro) e il Tirapieno (azionato da una grande manetta a scorrimento verticale verso il basso posta alla sinistra della registriera).
Il sistema di trasmissione, integralmente originario, è meccanico, sospeso per la tastiera e con riduzione per la pedaliera e i registri. I somieri sono due, entrambi realizzati in legno di noce: quello maggiore (del manuale) è a vento, con il crivello al di sopra delle bocche delle canne (ad eccezione di parte dei cornetti); quello del pedale a tampone, con somierino supplementare per le ultime quattro canne di 8' del Contrabbasso.
La disposizione fonica dello strumento è la seguente;
| Colonna di sinistra - Ripieno       |              |
| Principale                          | 8' Bassi     |
| Principale                          | 8' Soprani   |
| Ottava                              | 4' Bassi     |
| Ottava                              | 4' Soprani   |
| Xma Quinta                          | 2'           |
| Xma Settima                         | 1.3/5' Bassi |
| Xma Nona                            | 1.1/3'       |
| XXma Seconda, XXma Sesta, XXma Nona | 1'-2/3'-1/2' |
| Ripieno 3 file                      | 1/3'-1/4'    |
| Cornetto 4 file                     | 4' Soprani   |
| Ottavino                            | 2' Soprani   |
| Voce angelica                       | 8' Soprani   |
| Xma quinta                          | 2' Bassi     |
| Xma nona                            | 1.1/3' Bassi |
| Pieno I 3 file                      | 1' Bassi     |
| Pieno II 2 file                     | 1/3' Bassi   |

| Colonna di destra - Concerto |                     |
| Clarone                      | 4' Bassi            |
| Bombarda                     | 16' Soprani         |
| Flautino                     | 1' Bassi            |
| Corni dolci                  | 16' Soprani         |
| Flauto in 8va                | 4' Bassi            |
| Flauto in 8va                | 4' Soprani          |
| Nazardo                      | 5.1/3' Soprani      |
| Trombe                       | 8' Bassi            |
| Trombe                       | 8' Soprani          |
| Cornettone                   | 3 file 2.2/3' Bassi |
| Trombe                       | 8' (al Pedale)      |
| Bassi in XVII                | 3.1/5' (al Pedale)  |
| Bassi in XIX                 | 5.1/3' (al Pedale)  |